# Batalla de Glasgow
La batalla de Glasgow se libró el 15 de octubre de 1864 en Glasgow, Misuri, y sus alrededores, como parte de la incursión de Price durante la guerra civil estadounidense. A finales de 1864, los líderes confederados en el Teatro Trans-Misisipi planearon una campaña en el estado de Misuri, con la esperanza de atraer a las tropas de la Unión de los teatros más importantes al este del río Misisipi. El general de división Sterling Price comandaba la expedición, e inicialmente esperaba capturar San Luis, aunque una temprana derrota en la batalla de Pilot Knob le hizo abandonar este plan. Después de que la fuerza de la guarnición de la Unión en Jefferson City convenciera a Price de que cancelara un intento previsto de capturar el lugar, dirigió su ejército hacia la región pro-confederada de Little Dixie, donde los esfuerzos de reclutamiento tuvieron éxito.
Sin embargo, muchos de estos nuevos reclutas estaban desarmados. Tras enterarse de la existencia de un alijo de armas de la Unión en Glasgow, Price envió al general de brigada John B. Clark Jr. con dos brigadas en una incursión lateral para capturarlo. La guarnición de la Unión en Glasgow estaba comandada por el Coronel Chester Harding, y estaba compuesta en su mayoría por milicianos y hombres del 43.º Regimiento de Infantería de Misuri. A las 05:00 del 15 de octubre, la artillería confederada abrió fuego sobre la posición de la Unión, aunque el ataque principal no comenzó hasta las 08:00 aproximadamente. Los hombres de Harding fueron rechazados en la propia ciudad, y se rindieron a las 13:30 después de quemar 50.000 raciones para evitar que cayeran en manos de los confederados. Los hombres de Clark pusieron en libertad condicional a los soldados de la Unión, capturaron 1.000 abrigos y 1.200 armas, y quemaron un barco de vapor. La columna confederada se unió al ejército principal de Price al día siguiente. El 23 de octubre, los confederados fueron derrotados decisivamente en la batalla de Westport. Los hombres de Price se retiraron, pero fueron acosados durante gran parte del camino por la persecución de la Unión; la retirada llegó finalmente a Texas, aunque la persecución no llegó tan lejos.

## Contexto

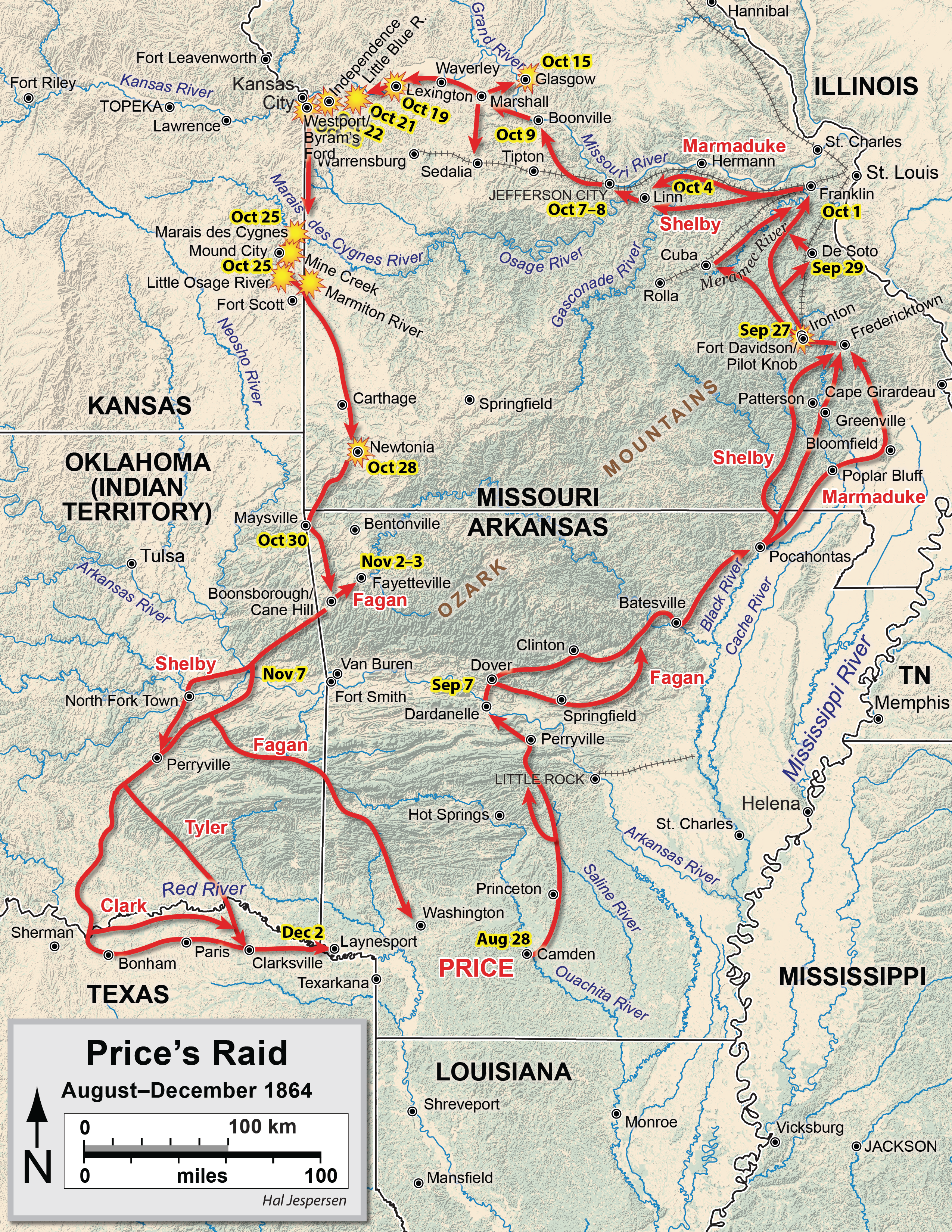
Mapa de la incursión de Price

Al comienzo de la guerra civil estadounidense en 1861, el estado de Misuri era un estado esclavista, pero no se separó. Sin embargo, el estado estaba dividido políticamente: El gobernador Claiborne Fox Jackson y la Guardia Estatal de Misuri (MSG) apoyaban la secesión y a los Estados Confederados de América, mientras que el general de brigada Nathaniel Lyon y el Ejército de la Unión apoyaban a los Estados Unidos y se oponían a la secesión. Bajo el mando del general de división Sterling Price, la MSG derrotó a los ejércitos de la Unión en las batallas de Wilson's Creek y Lexington en 1861, pero a finales de año, Price y la MSG estaban restringidos a la parte suroeste del estado. Mientras tanto, Jackson y una parte de la legislatura del estado votaron a favor de la secesión y se unieron a los Estados Confederados de América, mientras que otro elemento de la legislatura votó a favor de rechazar la secesión, dando esencialmente al estado dos gobiernos. En marzo de 1862, una derrota confederada en la batalla de Pea Ridge en Arkansas dio a la Unión el control de Misuri, y la actividad confederada en el estado se limitó en gran medida a la guerra de guerrillas y a las incursiones durante 1862 y 1863.
A principios de septiembre de 1864, los acontecimientos en el este de Estados Unidos, especialmente la derrota confederada en la campaña de Atlanta, dieron a Abraham Lincoln, que apoyaba la continuación de la guerra, una ventaja en las elecciones presidenciales de Estados Unidos de 1864 sobre George B. McClellan, que estaba a favor de terminar la guerra. En ese momento, la Confederación tenía muy pocas posibilidades de ganar la guerra. Mientras tanto, en el Teatro Trans-Misisipi, los confederados habían derrotado a los atacantes de la Unión durante la campaña del Río Rojo en Luisiana, que tuvo lugar de marzo a mayo. Como los acontecimientos al este del río Misisipi se volvieron en contra de los confederados, el general Edmund Kirby Smith, comandante confederado del Departamento Trans-Misisipi, recibió la orden de transferir la infantería bajo su mando a los combates en los teatros del Este y del Oeste. Sin embargo, esto resultó imposible, ya que la Armada de la Unión controlaba el río Misisipi, impidiendo un cruce a gran escala. A pesar de contar con recursos limitados para una ofensiva, Smith decidió que un ataque destinado a desviar a las tropas de la Unión de los principales teatros de combate tendría un efecto equivalente a la transferencia de tropas propuesta, al disminuir la disparidad numérica de los confederados al este del Misisipi. Price y el gobernador confederado de Misuri, Thomas Caute Reynolds, sugirieron que una invasión de Misuri sería una ofensiva eficaz; Smith aprobó el plan y nombró a Price para comandar la ofensiva. Price esperaba que la ofensiva creara un levantamiento popular contra el control de la Unión sobre Misuri, desviara a las tropas de la Unión de los principales teatros de combate (muchas de las tropas de la Unión que defendían Misuri habían sido transferidas fuera del estado, dejando a la Milicia del Estado de Misuri como la principal fuerza defensiva del estado), y ayudara a las posibilidades de McClellan de derrotar a Lincoln en las elecciones. El 19 de septiembre, la columna de Price, llamada Ejército de Misuri, entró en el estado.

## Preludio

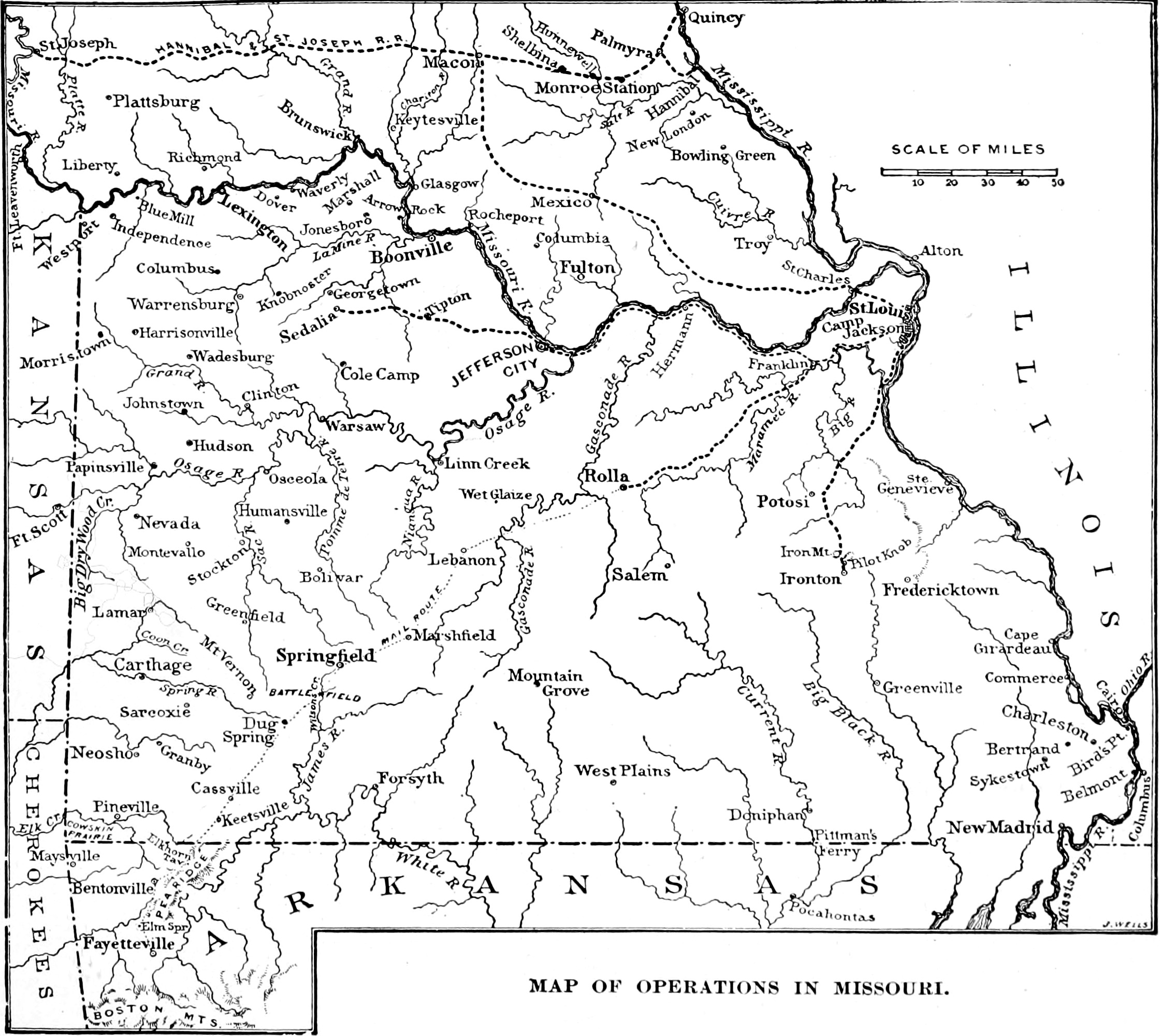
Mapa de puntos clave en Misuri, incluyendo Pilot Knob, Boonville y Glasgow

Cuando entró en el estado, la fuerza de Price estaba compuesta por unos 13.000 soldados de caballería. Sin embargo, varios miles de estos hombres estaban mal armados, y los 14 cañones del ejército eran más pequeños de lo que era habitual en la época, lo que limitaba su alcance y eficacia. Para contrarrestar a Price estaba el Departamento de Misuri de la Unión, bajo el mando del general de división William S. Rosecrans, que contaba con menos de 10.000 hombres, muchos de los cuales eran milicianos. A finales de septiembre, los confederados se encontraron con una pequeña fuerza de la Unión que mantenía Fort Davidson cerca de la ciudad de Pilot Knob. Los ataques contra el puesto en la batalla de Pilot Knob el 27 de septiembre fracasaron, y la guarnición de la Unión abandonó el fuerte esa noche. Price había sufrido cientos de bajas en la batalla, y decidió desviar el objetivo de su avance de St. Louis a Jefferson City. El ejército de Price iba acompañado de una considerable caravana de carros, lo que ralentizó considerablemente su movimiento. El tren se utilizaba para transportar los suministros y el forraje recogidos por los confederados en los pueblos que atravesaban. Los retrasos causados por este lento avance permitieron a las fuerzas de la Unión reforzar Jefferson City, cuya guarnición pasó de 1.000 hombres a 7.000 entre el 1 y el 6 de octubre. A su vez, Price determinó que Jefferson City era demasiado fuerte para atacarla, y comenzó a avanzar hacia el oeste siguiendo el curso del río Misuri.
La vanguardia del ejército de Price llegó a Boonville el 9 de octubre. Boonville formaba parte de una zona pro-confederada conocida como Little Dixie, y muchos hombres, entre ellos Bloody Bill Anderson y sus guerrillas, se unieron a los confederados; Price destinó a Anderson a operar al norte del cuerpo principal para hostigar el Ferrocarril del Norte de Misuri. Mientras tanto, las tropas de la Unión seguían a Price. Un cuerpo estaba al este de Boonville, en Rocheport, y otro, bajo el mando del general de brigada John B. Sanborn, estaba al sur, en California. El día 11, Sanborn se trasladó al norte y escaramuzó con los confederados, que abandonaron la ciudad al día siguiente y continuaron hacia el oeste en dirección a Marshall. Aunque los nuevos reclutas aumentaron la fuerza numérica del ejército de Price, una proporción significativa de ellos estaban desarmados. A última hora del día 12, Price se enteró de los rumores de que la guarnición de la Unión en Glasgow, que estaba al otro lado del río Misuri y a 20 millas (32 km) de Boonville, contaba con un importante depósito de armas. El 14 de octubre, Price autorizó dos incursiones lejos de su cuerpo principal con el propósito de tomar suministros. Una al mando del General de Brigada M. Jeff Thompson, comandante de la Brigada de Hierro de Shelby, fue enviada a Sedalia, que capturó rápidamente el 15 de octubre. La segunda estaba dirigida por el general de brigada John B. Clark Jr. y se dirigió hacia Glasgow[19].

## Batalla

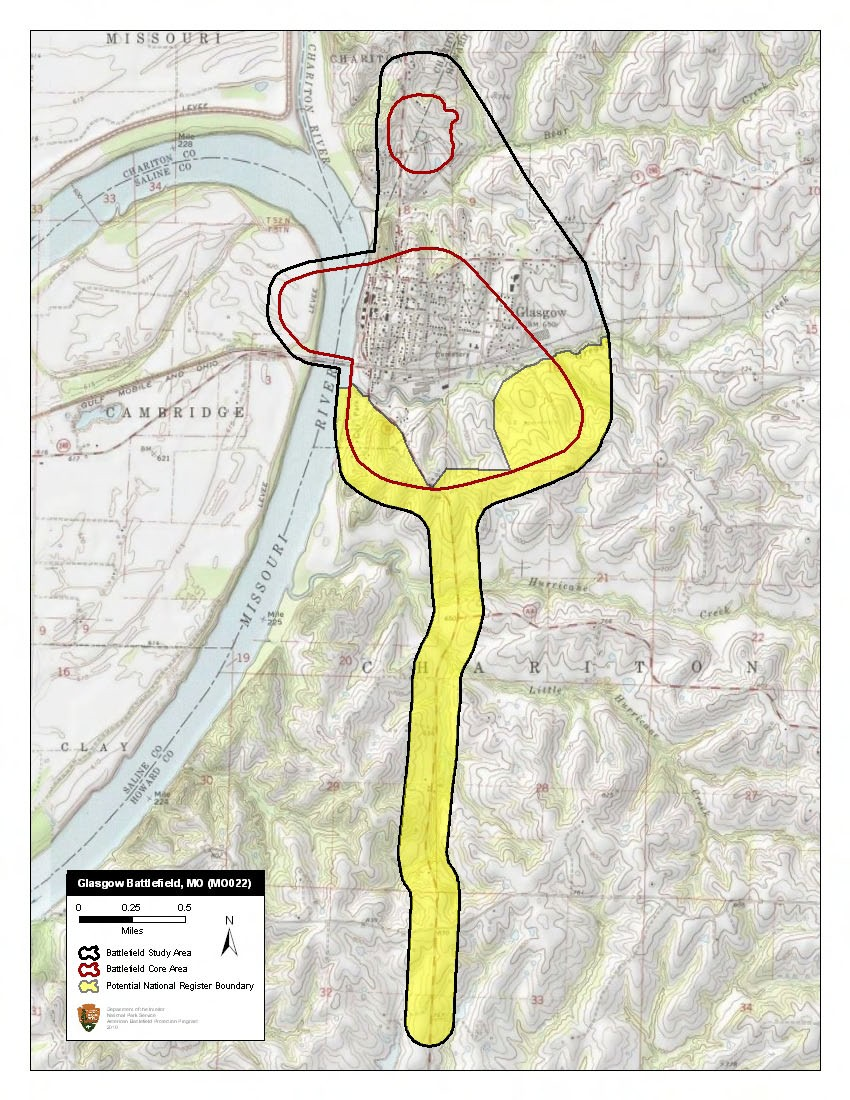
Mapa del núcleo del campo de batalla de Glasgow y de las zonas de estudio realizado por el American Battlefield Protection Program.

La columna de Clark estaba formada por 1.700 hombres de su propia brigada y de la del coronel Sidney D. Jackman, así como por parte de la batería de Misuri de Harris. Clark y Jackman fueron seleccionados para la operación, ya que eran residentes locales. La columna cruzó el Misuri en Arrow Rock el día 14. Tras oír rumores de que la guarnición de Glasgow tenía un barco fluvial blindado, Clark pidió a Price más artillería. Como el río en Glasgow era lo suficientemente estrecho como para que la artillería pudiera disparar eficazmente a través de él, Price envió a Shelby con 125 hombres y parte de la Batería de Misuri de Collins a un punto al otro lado del Misuri desde Glasgow. La guarnición de la Unión era inicialmente una pequeña fuerza bajo el mando del Capitán John E. Mayo, pero había sido reforzada el 13 de octubre por parte del 43.er Regimiento de Infantería de Misuri bajo el mando del Coronel Chester Harding. Los soldados de infantería de Misuri habían quedado temporalmente varados cuando los barcos de vapor en los que viajaban encallaron. Una vez liberados los barcos, se dirigieron río abajo hasta Glasgow, donde descargaron tropa y suministros. Uno de los barcos, el Benton, regresó a Jefferson City, mientras que el otro, el West Wind, se quedó en Glasgow. Contrariamente a los rumores escuchados por Clark, el West Wind no estaba blindado ni armado.
Harding, que ahora estaba al mando de la guarnición de Glasgow, tenía entre 550 y 800 hombres disponibles. Glasgow era una ciudad en lo alto de una colina, lo que proporcionaba cierta ventaja a los defensores. La línea estaba anclada por dos fortificaciones inacabadas, pero las defensas entre las fortificaciones eran improvisadas. Elementos del 43.° de Infantería de Misuri mantenían posiciones al este y al oeste al sur de Glasgow, cerca de los puntos en los que las carreteras cruzaban el arroyo Greggs. Entre esas dos posiciones, había una línea de milicianos locales. Al norte de la ciudad, un grupo de caballería, en su mayoría miembros de la Milicia del Estado de Misuri, mantenía una posición al norte de Bear Creek. Alrededor de las 05:00, la Batería de Collins abrió fuego, apuntando principalmente a West Wind, a las hogueras visibles y a las calles expuestas de la ciudad. Este fuego fue en gran medida ineficaz, al igual que el fuego de la caballería que acompañaba a los cañones. Los tiradores de la Unión pudieron silenciar a algunos de los confederados alejándolos de la orilla del río.
La fuerza de Clark llegó más tarde de lo que Shelby esperaba. Alrededor de las 07:00, los hombres de Clark llegaron finalmente al campo. Los hombres de Jackman estaban alineados a la izquierda, más cerca del río, con la mayoría del resto de la fuerza confederada a la derecha de Jackman. El 3.er Regimiento de Caballería de Misuri mantenía el extremo derecho confederado. El 10.º Regimiento de Caballería de Misuri fue enviado alrededor de la retaguardia de la Unión para atacar Glasgow desde el norte[24] Clark envió una oferta de rendición a Harding, utilizando civiles para entregar el mensaje en lugar de personal militar. El comandante de la Unión estaba confundido por el uso no estándar de mensajeros civiles, y rechazó la oferta. El cuerpo principal de Clark al sur de la ciudad se abrió paso a través de Greggs Creek a partir de las 08:00, aunque los defensores de la Unión presentaron una dura batalla. En su informe posterior a la batalla, Harding declaró que sus hombres habían sido flanqueados a ambos lados de su línea[29] Las tropas de la Unión retrocedieron hasta Glasgow, donde recibieron el fuego de la artillería confederada en el lado opuesto del río, que esta vez fue más eficaz. Shelby ordenó a los hombres que cruzaran el río en un pequeño bote hasta West Wind, con la esperanza de utilizarlo como ferry para cruzar el río. Cuando los confederados llegaron a West Wind, las máquinas del barco de vapor habían sido inutilizadas, y se vieron obligados a regresar a Shelby tal y como llegaron. Mientras tanto, el avance del 10.º de Caballería de Misuri desde el norte había sido bloqueado.
Harding informó que la línea dentro de Glasgow estaba anclada en un promontorio en un flanco, y en una escuela en el otro. Clark describió la distancia entre las líneas como "corta", mientras que Harding estimó la distancia entre 30 yardas (27 m) y 50 yardas (46 m). Tras haber sufrido 43 bajas, 11 de ellas mortales, Harding organizó un consejo de guerra en el que se decidió la rendición. Antes de rendirse, las tropas de la Unión quemaron 50.000 raciones en el Ayuntamiento de Glasgow para evitar que cayeran en manos de los confederados. El fuego se extendió, causando daños por valor de 130.000 dólares. La rendición tuvo lugar alrededor de las 13:30, y sus términos permitían a los oficiales de la Unión capturados conservar sus caballos y armas. Harding y sus hombres fueron puestos en libertad bajo palabra y escoltados a una posición de la Unión en el río Lamine.

## Consecuencias
La victoria en Glasgow ayudó significativamente a la moral del ejército de Price, que había quedado mermada después de Pilot Knob, y dio lugar a la captura de 1.200 armas y 1.000 abrigos de uniforme de la Unión. Las tropas regulares confederadas no saquearon en Glasgow, aunque el guerrillero William C. Quantrill y sus hombres robaron un banco el 16 de octubre. Se calcula que las bajas confederadas fueron unas 50, mientras que más de 600 soldados de la Unión fueron puestos en libertad condicional, además de las pérdidas de la batalla. Los soldados confederados quemaron el West Wind. Clark se reunió con el ejército confederado el 16 de octubre, y la fuerza combinada continuó avanzando hacia el oeste, hacia Kansas City, donde se estaban formando hombres de la Milicia del Estado de Kansas y del Ejército de la Unión de la Frontera.
Los confederados lucharon y ganaron tres batallas menores en los días siguientes: Lexington el 19, Little Blue River el 21 de octubre y segunda batalla de Independence el 22. El 23 de octubre se produjo una importante derrota confederada durante la batalla de Westport a manos del general de división de la Unión Samuel R. Curtis. Los hombres de Price comenzaron a retirarse, pero sufrieron tres derrotas consecutivas el 25 de octubre, en las batallas de Marais des Cygnes, Mine Creek y Marmiton River. Mine Creek, en particular, fue desastrosa para los confederados, ya que varios cañones y 600 hombres fueron capturados durante el combate. Después de una última acción en la segunda batalla de Newtonia, el 28 de octubre, los confederados se retiraron a Arkansas y luego al Territorio Indio; la persecución de la Unión continuó hasta alcanzar el río Arkansas el 8 de noviembre. La retirada confederada continuó hasta llegar a Texas. La campaña había costado a Price más de dos tercios de su ejército.